# Frida Burssens
Frida Burssens (née à Gand le 12 juillet 1930 et morte dans la même ville le 3 décembre 2020) est une décoratrice, designeuse et graphiste belge. Elle est surtout connue pour la conception d'intérieurs et d'affiches. Son travail se caractérise par un style coloré et moderne, avec une grande attention à l'équilibre et à la composition. Plus tard, en plus de ses créations graphiques, elle réalise également de nombreux dessins, aquarelles et photos. 

## Biographie

### Famille
Frida Burssens grandit à Gand. Elle est la troisième enfant d'une famille de quatre enfants. Son père est le professeur Amaat Burssens (1897-1983), linguiste et spécialiste des langues africaines, il est l'un des fondateurs du programme d'études africaines à l'université de Gand en 1958. Sa mère est Gabriella Jansen (1899-1948),,,
Frida Burssens a trois frères dont le peintre Jan Burssens. 
Le poète et écrivain expressionniste Gaston Burssens est l'oncle de Frida Burssens. Elle utilise ses vers pour certaines de ses cartes postales et de vœux. 

### Carrière
Frida Burssens fait ses études secondaires à Sint-Bavo à Gand. Elle étudie ensuite les Arts Décoratifs à l'Académie royale des beaux-arts de Gand, où elle obtient son diplôme avec grande distinction. Elle est alors sollicitée à plusieurs reprises en tant que membre du jury pour le département des Arts décoratifs. Frida Burssens étudie également l'histoire de l'art à l'université de Gand pendant plusieurs années.
Le 17 septembre 1955, Frida Burssens épouse l'architecte Daniël (Dan) Craet avec qui elle collabore sur plusieurs projets. Ils emménagent dans une maison conçue par Dan Craet lui-même au 4 Verschansingsstraat à Mariakerke. La maison voisine, 6 Verschansingsstraat, est également conçue par Dan Craet pour Amaat Burssens, le père de Frida Burssens. Frida Burssens collabore à la réalisation de ces maisons comme décoratrice,,.

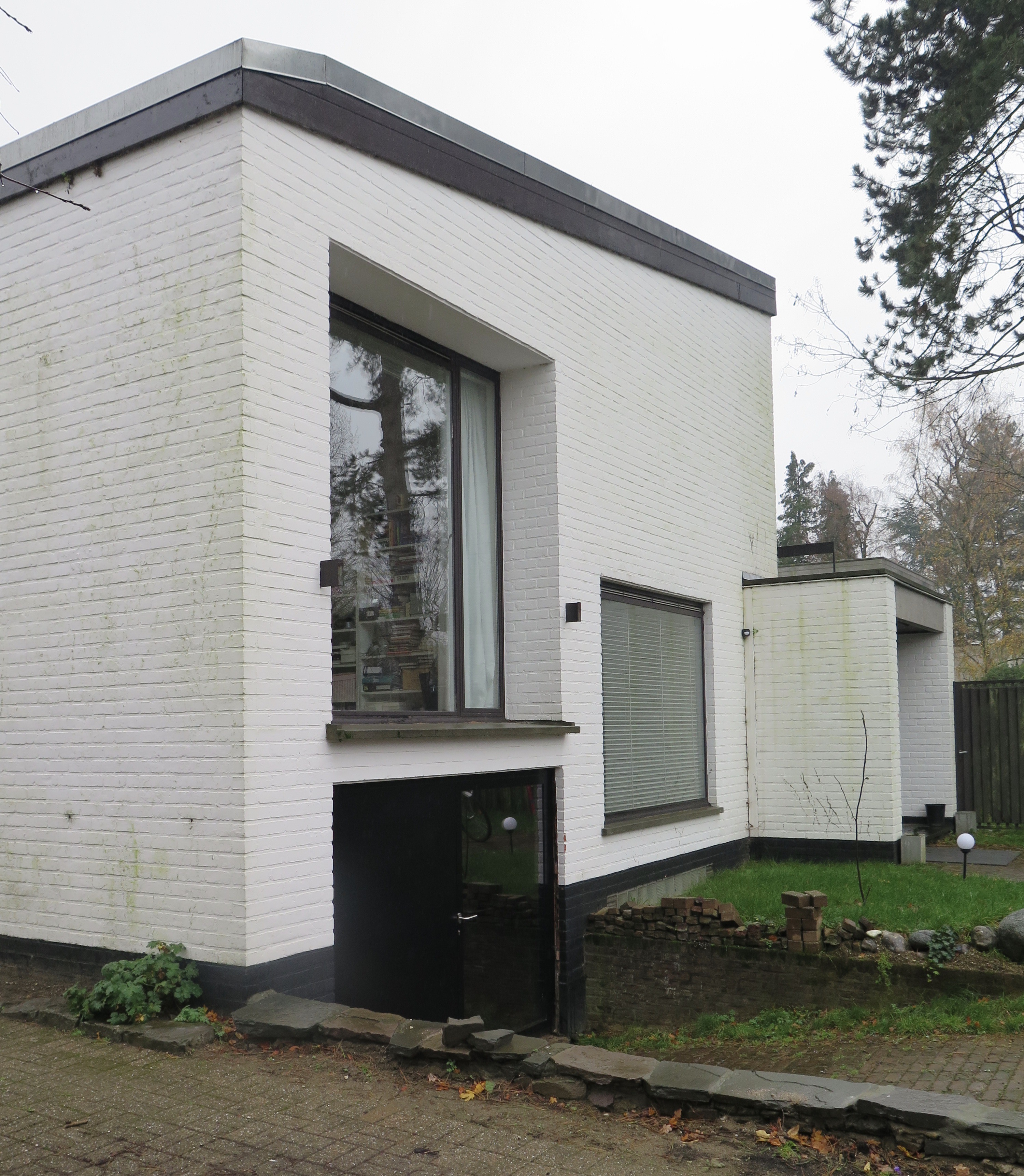
Maison d'architecte Craet, Verschansingsstraat 4 (Gand)

Frida Burssens et Dan Craet ont également travaillé en collaboration sur de nombreux autres projets architecturaux. En tant que décorateur et designer, Frida Burssens joue un rôle de premier plan dans le design d'intérieur, en composant des ensembles et en étudiant les schémas de couleurs pour l'intérieur et l'extérieur. Son utilisation spécifique de la couleur avec des accents lumineux est considérée comme une caractéristique importante dans les maisons conçues par Craet-Burssens et est encore clairement visible dans la Maison Burssens à peine rénovée.
Outre les nombreuses collaborations avec son mari Dan Craet et son rôle important dans la pratique architecturale de ce dernier, Frida Burssens acquiert également une renommée individuelle avec son travail graphique.
Plus tard, Frida Burssens vit dans la maison Burssens, la maison de son père. Une grande partie de l'œuvre conservée de Frida Burssens y est stockée dans « le musée », un bâtiment ajouté en 1959 dans l'arrière-cour de la maison Burssens et également conçu par Dan Craet.

## Réalisations
Le travail de Frida Burssens se présente sous différents supports. Outre la création de couleurs et de décorations d'intérieur, elle s'est principalement concentrée sur la conception d'affiches ainsi que sur la réalisation de dessins et de photos .

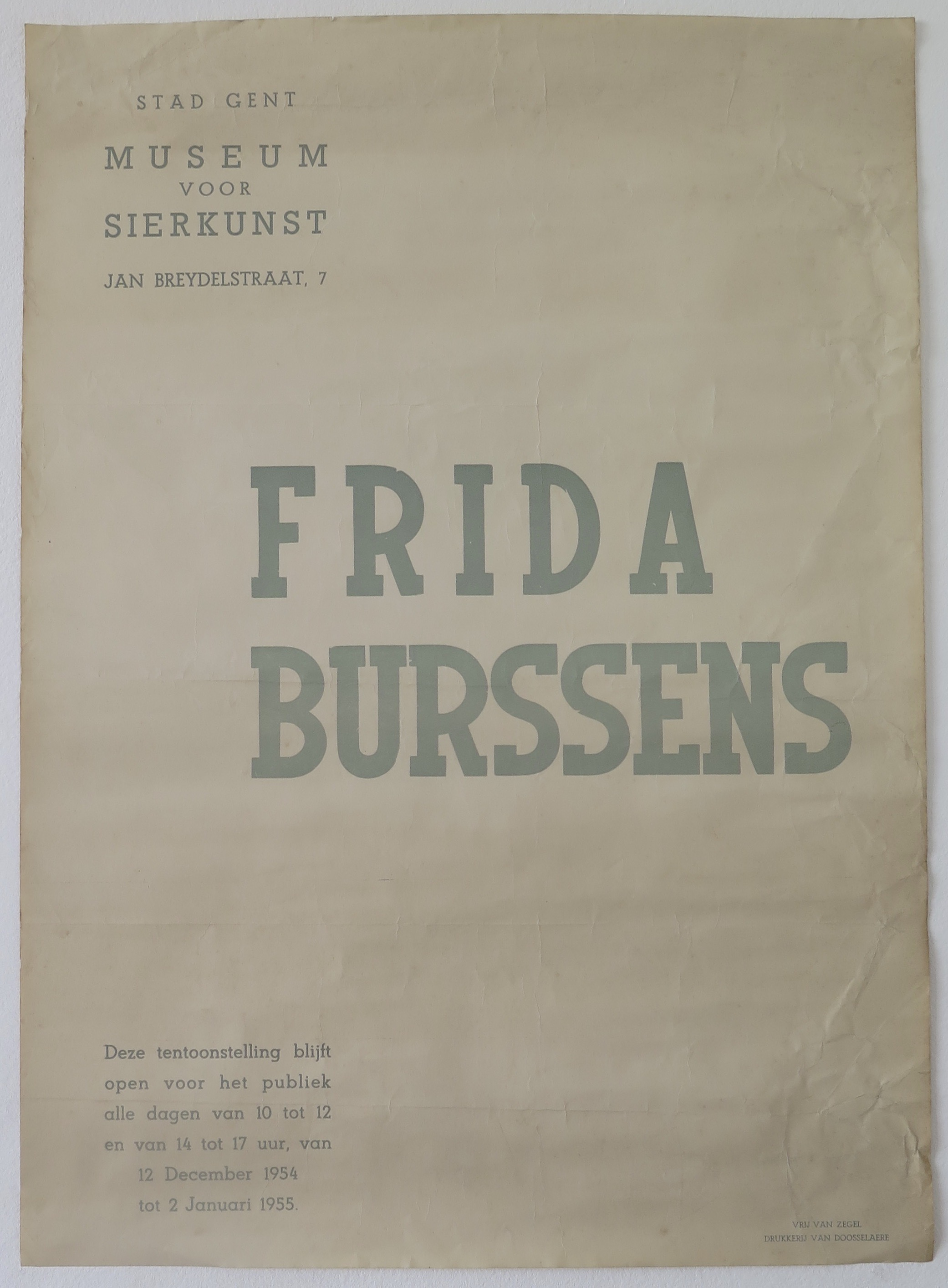
Affiche pour l'exposition 'Frida Burssens', Musée des Arts Décoratifs de Gand, 1954-1955

### Expositions
Du 9 octobre au 7 novembre 1954, le travail de Burssens est exposé, avec celui de Colette Driessens et de Desire Bast, dans les salons du Musée des Arts Décoratifs de Gand, l'actuel Design Museum Gent.
Quelques mois plus tard, du 12 décembre 1954 au 2 janvier 1955, Frida Burssens présente une exposition rétrospective intitulée « Sierkunst van Frida Burssens ».

### Affiches et imprimés
Dans les années qui suivent son exposition rétrospective, Frida Burssens est régulièrement sollicitée pour concevoir les affiches pour des salons et expositions du Musée des Arts Décoratifs de Gand.
Liste non exhaustive de certains de ces salons et expositions :
- Le Concours national de pancartes (1955)
- Premier Salon National du Mobilier Social Moderne (1956)
- Salon national du mobilier social moderne (1956)
- Salon de l'artisanat contemporain flamand oriental (1956)
- Graphiques USA XXe siècle (1956)
- Vitrier Michel Martens (1957)
- Troisième Salon National du Mobilier Social Moderne (1957)
- Salon des métiers d'art allemands (1957)

En plus des imprimés commandés par le musée des Arts décoratifs de Gand, Frida Burssens travaille pour d'autres institutions culturelles, telles que l'Internationale Jaarbeurs der Vlaanderen.
Frida Burssens conçoit également conçu les imprimés de l'exposition « La Flandre orientale, une fleur de province », présentée en 1976 au Passage 44 à Bruxelles. L'affiche se démarque par son format allongé atypique et montre une fleur comme élément graphique coloré. Et tout comme dans le titre et sur l'affiche de l'exposition, « la fleur » est également au centre de la brochure d'accompagnement. Frida Burssens réalise la brochure sous la forme d'un leporello, de sorte que la fleur n'est pleinement visible que lorsque la brochure est dépliée. Cela fait de la brochure une invitation, au propre comme au figuré, à découvrir une « fleur de province ».

### Le Salon national du mobilier social moderne
Outre la conception des affiches et des imprimés des Salons nationaux du mobilier social moderne du musée des Arts décoratifs de Gand, Frida Burssens joue également un rôle actif dans l'organisation de cet événement. En collaboration avec son mari Dan Craet qui est alors conservateur du musée Adelbert Van de Walle, elle organise trois salons entre 1955 et 1957. Ces salons sont des expositions intérieures assez insolites car le public peut acheter tout le mobilier présenté. Leur but est de promouvoir et soutenir le mobilier belge moderne ,,.

À l'occasion du deuxième Salon national du mobilier social moderne, Frida Burssens, avec ses collègues décorateurs Jos De Mey, Alfred Hendrickx et Roger Van Daele, rédige une brochure sur « la décoration multicolore » selon la « méthode Octrochrome ». Frida Burssens est aussi responsable de la conception finale du stand de Firma Defour à Hooglede pour ce salon. 
Harmoniser les couleurs dans une maison n'est pas seulement une question de sentiment. Ce n'est certainement pas quelque chose à laisser au hasard. L'application correcte de murs de couleurs différentes est toute une étude dans laquelle des dizaines de facteurs jouent un rôle : climat, lumière, emplacement de la pièce, essence de bois et emplacement du mobilier, revêtement de sol, influences mutuelles des couleurs, reflet, occupation de les résidents ou le travail effectué dans le lieu, l'état psychologique et physique des résidents, etc. etc. L'ensemble doit être artistiquement, scientifiquement et techniquement solide.

### Collaborations

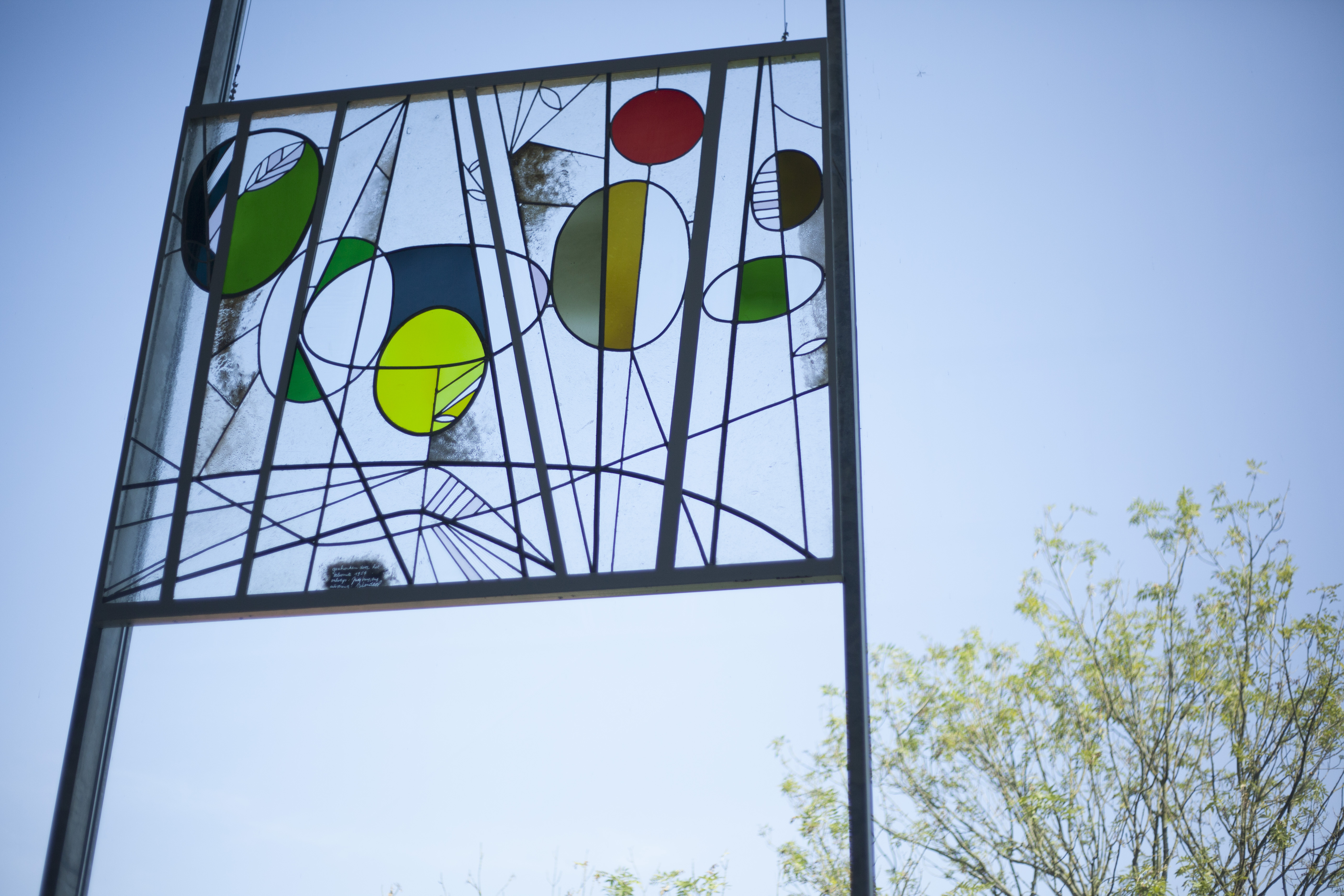
Vitrail de Frida Burssens et Armand Blondeel

En tant que designer, Frida Burssens collabore souvent avec d'autres artistes ou écrivains. Par exemple, des études ont été conservées d'une collaboration avec l'écrivain Pliet van Lishout pour le roman « Eva et moi, la chronique d'un jeune fou ».
En 1954, Burssens conçoit un vitrail à l'Académie de Gand au Bijloke, l'actuel campus Bijloke de l'Académie royale des Beaux-Arts et du Conservatoire de Gand. L'utilisation lumineuse de la couleur et la composition moderne d'éléments abstraits sont également caractéristiques de cette conception. Le vitrail a été réalisé en collaboration avec le vitrailliste Armand Blondeel qui se charge de l'exécution.

### Travail photographique
Dans le guide de l'exposition du "Salon pour amateur d'art" (2002), Frida Burssens se décrit comme « une photographe amateure depuis 5 ans déjà ». Du vendredi 26 avril au 28 avril 2002, le salon biennal du château Claeys-Bouüaert à Mariakerke présente les œuvres d'une dizaine de personnes, dont Frida Burssens et Dan Craet. Frida Burssens y expose trois œuvres photographiques.
- Nature morte sur une piste en béton I
- La Plage vue différemment
- Nature morte sur une piste en béton II

À propos des œuvres et de la meilleure façon de les voir ou de les interpréter, Frida Burssens écrit dans le guide de l'exposition :
Malgré le fait que les images soient des photographies réalistes, l'intention est que le spectateur y voit plus, ce ne sont pas ce qu'on appelle des « photographies classiques ».
Dans le travail photographique de Frida Burssen également, l'accent est mis sur l'équilibre harmonieux de la couleur et de la composition. Quelque chose qui reste également présent dans les nombreux dessins et aquarelles colorés qu'elle a réalisés dans les dernières années de sa vie.

## Galerie

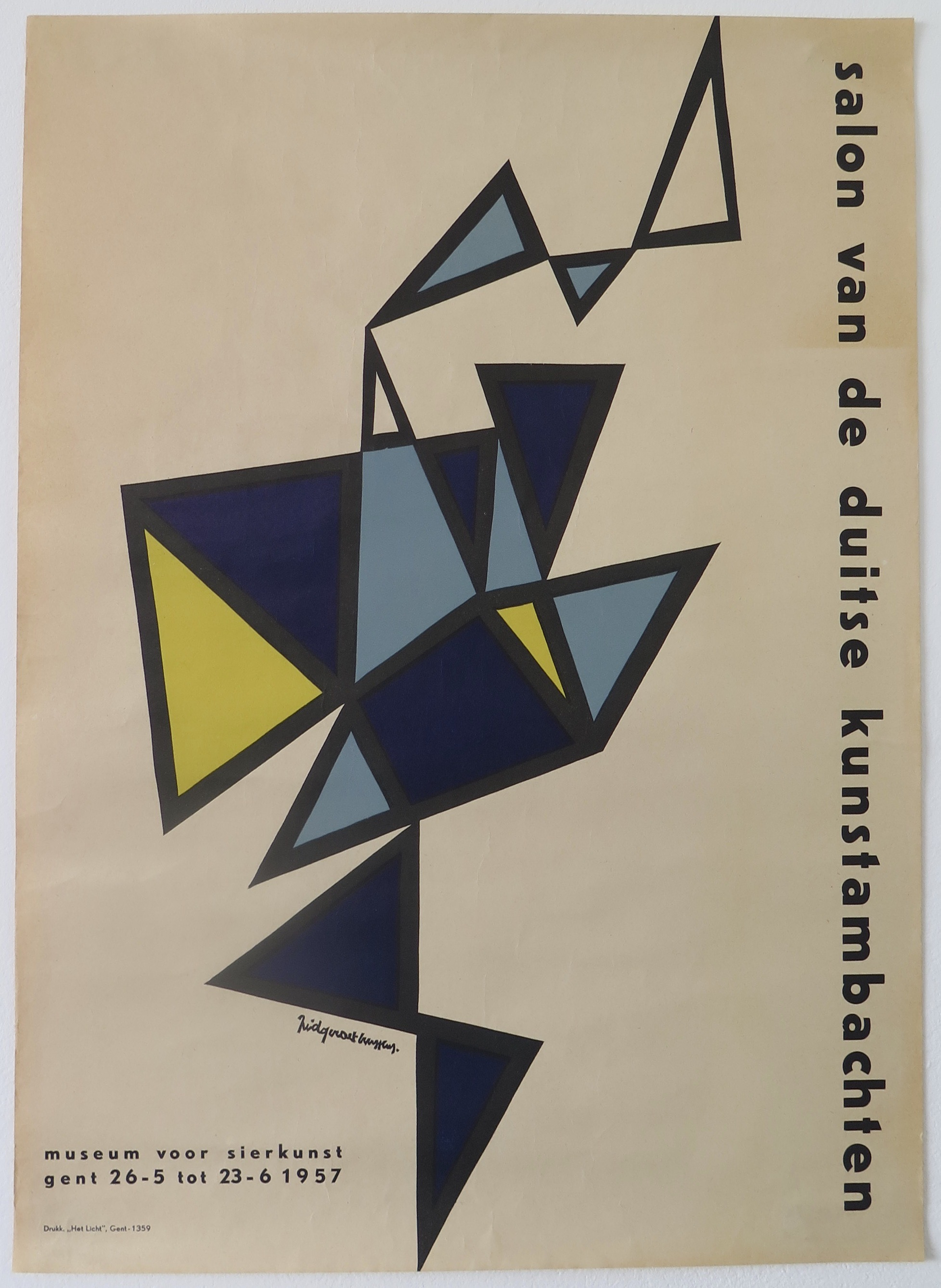
Affiche pour 'Salon de l'artisanat d'art allemand' 1957, conçu par Frida Burssens
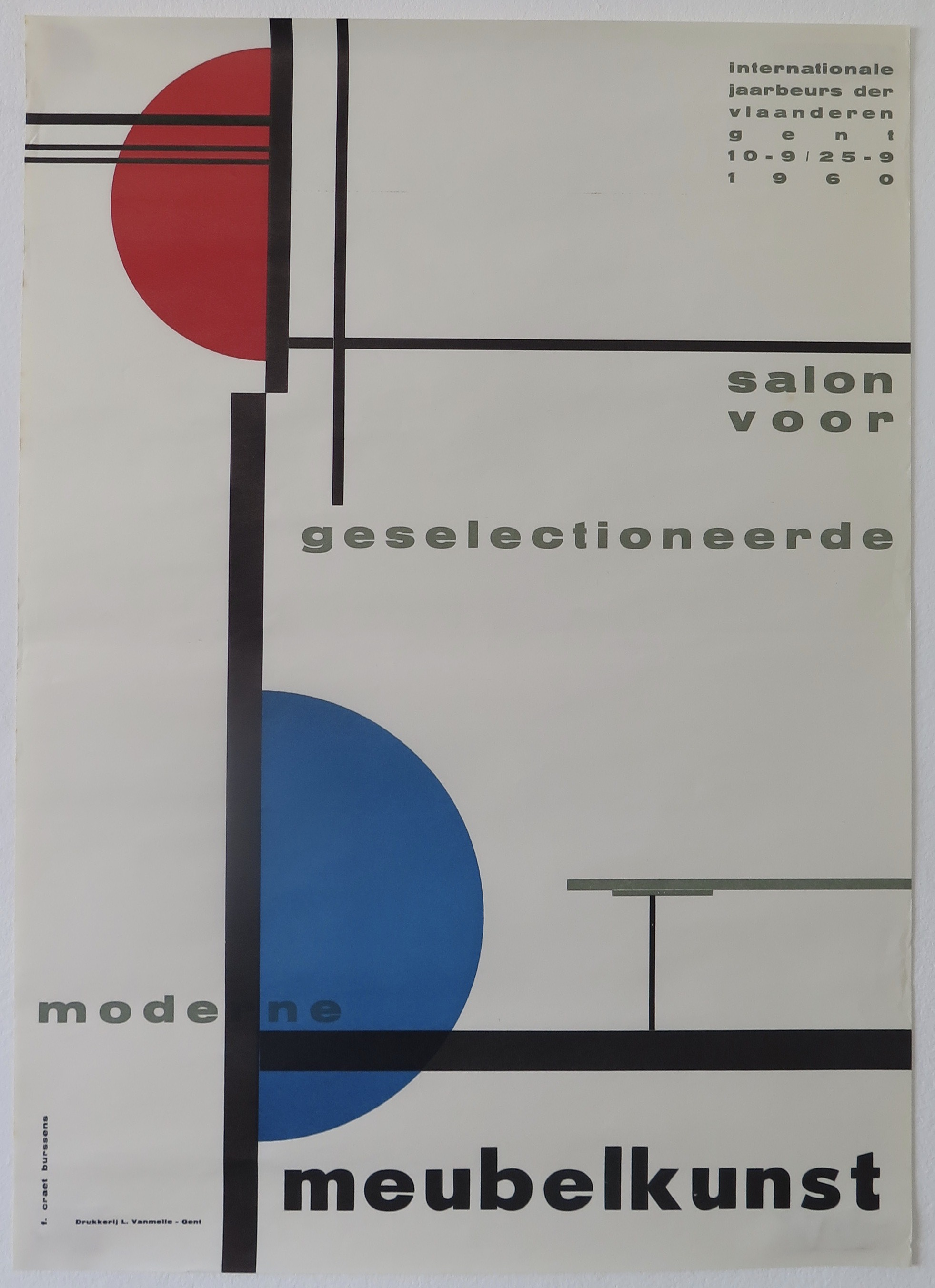
Affiche pour 'Salon for Selected Modern Furniture Art' 1960, conçue par Frida Burssens
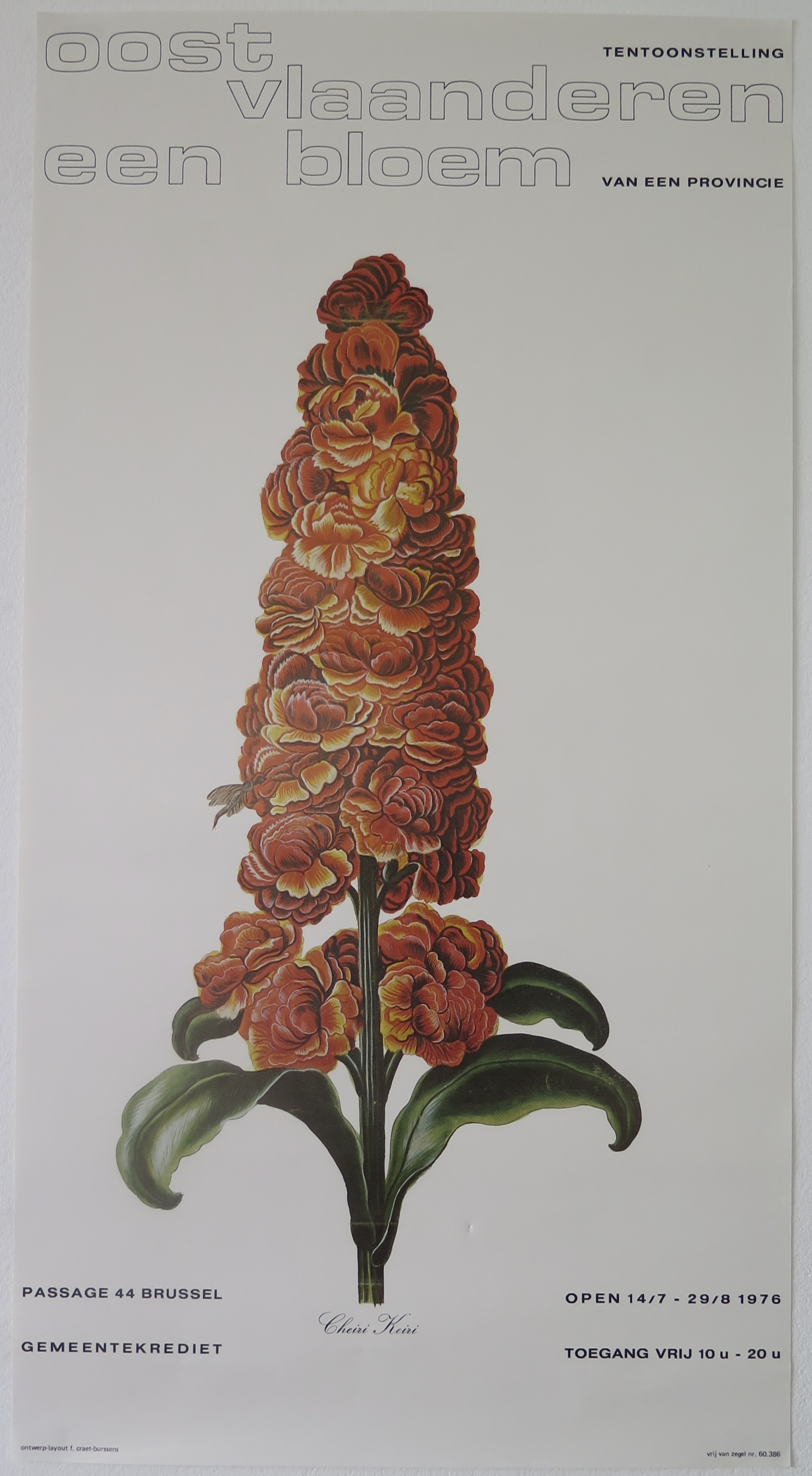
Affiche pour 'East Flanders a flower' 1976, conçue par Frida Burssens
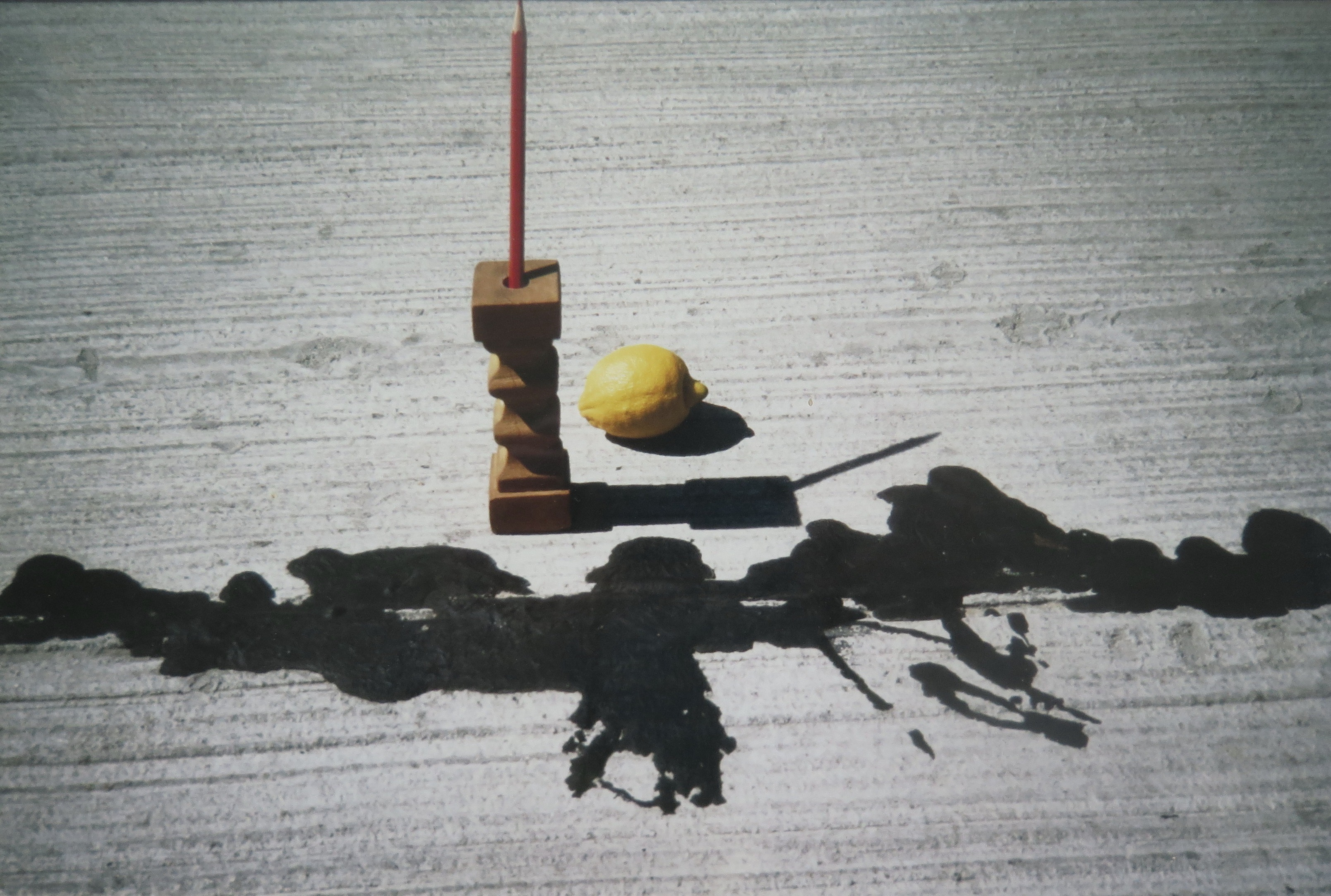
'Nature morte sur piste en béton II', Frida Burssens